# Trường Đại học Việt Nhật, Đại học Quốc gia Hà Nội
Trường Đại học Việt Nhật (Nhật: 日越大学 (Nhật Việt đại học) Hepburn: Nichi-Etsu Daigaku, tiếng Anh: VNU Vietnam Japan University - VNU-VJU) là một trường đại học thành viên của Đại học Quốc gia Hà Nội, được thành lập theo Quyết định 1186/QĐ-TTg ngày 21/7/2014 của Thủ tướng Chính phủ, ra đời dựa trên ý tưởng của lãnh đạo cấp cao của hai nước Việt Nam và Nhật Bản, phát triển theo mô hình đại học nghiên cứu, tập trung vào hai lĩnh vực công nghệ kỹ thuật tiên tiến và khoa học liên ngành.
Thế mạnh của Trường là mạng lưới đối tác đại học Nhật Bản như Đại học Tokyo, Đại học Osaka, Đại học Tsukuba, Đại học Quốc lập Yokohama, Đại học Waseda, Đại học Ritsumeikan, Đại học Ibaraki.
Hiệu trưởng hiện nay là Giáo sư - Tiến sĩ Furuta Motoo (古田 元夫 (Cổ-Điền Nguyên-Phu)), nguyên Phó Giám đốc thường trực Đại học Tokyo. Đây là trường duy nhất thuộc Đại học Quốc gia Hà Nội có Hiệu trưởng là người nước ngoài.

## Thành lập và hoạt động
Ngày 9 tháng 9 năm 2016, Trường Đại học Việt Nhật tổ chức lễ khai trường và khai giảng các chương trình đào tạo đầu tiên, chính thức vận hành các hoạt động đào tạo và nghiên cứu với 6 chương trình thạc sĩ gồm: Công nghệ Nano, Kỹ thuật môi trường, Kỹ thuật hạ tầng, Chính sách công, Khu vực học và Quản trị kinh doanh. Năm 2018, trường tiếp tục khai giảng chương trình thạc sĩ thứ 7: Biến đổi khí hậu và Phát triển. Từ năm 2019, chương trình thứ 8 mang tên Lãnh đạo toàn cầu (Global leadership) tuyển sinh khóa đầu tiên.
Ngoài đội ngũ giảng viên cơ hữu của Trường Đại học Việt Nhật và của Đại học Quốc gia Hà Nội, 50% giảng viên của Trường đến từ các trường Đại học đối tác "danh giá" hàng đầu Nhật Bản như Đại học Tokyo, Đại học Osaka, Đại học Tsukuba, Đại học Quốc lập Yokohama,...
Trường đặt mục tiêu đến năm 2024 sẽ có tổng quy mô khoảng 2000 người học.

## Cơ cấu tổ chức

### 1. Khoa Khoa học xã hội liên ngành
Khoa Khoa học xã hội liên ngành gồm có các chương trình: Thạc sĩ Quản trị Kinh doanh, Thạc sĩ Khu vực học, Thạc sĩ Chính sách công, Thạc sĩ Lãnh đạo toàn cầu, Cử nhân Nhật Bản học.

#### Sứ mệnh
- Cung cấp nguồn nhân lực chất lượng cao và các sản phẩm nghiên cứu, chuyển giao tri thức trong các lĩnh vực khoa học xã  hội liên ngành nói riêng và khoa học liên ngành nói chung phục vụ sự phát triển bền vững.
- Thúc đẩy khởi nghiệp, đổi mới sáng tạo trong các lĩnh vực xã  hội liên ngành nói riêng và khoa học liên ngành nói chung.
- Xúc tiến chuyển giao tri thức giữa Việt Nam và Nhật Bản.

#### Tầm nhìn đến năm 2030
- Trở thành đơn vị đào tạo và nghiên cứu có uy tín hàng đầu ở Châu Á trong các khoa học xã hội liên ngành, đặc biệt các lĩnh vực Việt Nam và Nhật Bản có thế mạnh, tiềm năng hợp tác.
- Đóng góp vào tầm nhìn 2030 của Trường ĐH Việt Nhật: Trở thành trường đại học nghiên cứu có uy tín hàng đầu ở Châu Á trong lĩnh vực khoa học liên ngành; Đạt vị trí hàng đầu Châu Á trong lĩnh vực nghiên cứu Khoa học bền vững.

#### Triết lý
- Giáo dục khai phóng; học tập và nghiên cứu để thúc đẩy sự phát triển bền vững.

### 2. Khoa Công nghệ và Kỹ thuật tiên tiến
Đào tạo các chương trình: Thạc sĩ Công nghệ Nano, Thạc sĩ Kĩ thuật hạ tầng, Thạc sĩ Kĩ thuật môi trường, Thạc sĩ Biến đổi Khí hậu và Phát triển, Cử nhân Khoa học và Kĩ thuật máy tính.

#### Sứ mệnh
- Cung cấp nguồn nhân lực chất lượng cao và các sản phẩm nghiên cứu, chuyển giao tri thức trong các lĩnh vực kỹ thuật, công nghệ tiên tiến và khoa học liên ngành phục vụ sự phát triển bền vững.
- Thúc đẩy khởi nghiệp, đổi mới sáng tạo từ các hoạt động R&D trong lĩnh vực kỹ thuật, công nghệ tiên tiến và khoa học liên ngành.
- Xúc tiến chuyển giao tri thức, công nghệ giữa Việt Nam và Nhật Bản.

#### Tầm nhìn đến năm 2030
- Trở thành đơn vị đào tạo và nghiên cứu có uy tín hàng đầu ở Châu Á trong các lĩnh vực kỹ thuật, công nghệ tiên tiến.
- Đóng góp vào tầm nhìn 2030 của Trường ĐH Việt Nhật: Trở thành trường đại học nghiên cứu có uy tín hàng đầu ở Châu Á trong lĩnh vực khoa học liên ngành; Đạt vị trí hàng đầu Châu Á trong lĩnh vực nghiên cứu Khoa học bền vững.
Triết lý Giáo dục khai phóng; học tập và nghiên cứu để thúc đẩy sự phát triển bền vững.

## Đào tạo
Trường đang đào tạo bậc thạc sĩ với 8 chương trình:
1. Công nghệ nano
2. Kỹ thuật hạ tầng
3. Kỹ thuật môi trường
4. Chính sách công
5. Khu vực học
6. Quản trị kinh doanh
7. Biến đổi khí hậu và phát triển
8. Lãnh đạo toàn cầu (Global leadership)

Các Chương trình Cử nhân:
1. Cử nhân Nhật Bản học (3 định hướng chuyên sâu Luật, Quản lý Kinh tế, Giảng dạy Tiếng Nhật): Mở tuyển sinh từ năm 2020
2. Cử nhân Khoa học Kỹ thuật và Máy tính (Mở tuyển sinh từ năm 2021)
3. Kỹ sư CLC Nông nghiệp thông minh & bền vững (Mở tuyển sinh từ năm 2022)
4. Kỹ sư CLC Kỹ thuật xây dựng (Mở tuyển sinh từ năm 2022)

Trường Đại học Việt Nhật là một trong những trường đại học đầu tiên ở Việt Nam áp dụng triết lý giáo dục khai phóng vào đào tạo.